# اسکوتنی، ورمانت
اسکوتنی (به انگلیسی: Ascutney) یک منطقهٔ مسکونی در ایالات متحده آمریکا است که در Weathersfield واقع شده‌است. اسکوتنی ۴٫۳ کیلومتر مربع مساحت و ۵۴۰ نفر جمعیت دارد و ۱۲۶ متر بالاتر از سطح دریا واقع شده‌است.